# Nambutalai
Nambutalai är en ort i Indien.   Den ligger i distriktet Rāmanāthapuram och delstaten Tamil Nadu, i den södra delen av landet, 2 100 km söder om huvudstaden New Delhi. Nambutalai ligger 6 meter över havet och antalet invånare är 7 914.
Terrängen runt Nambutalai är mycket platt. Havet är nära Nambutalai åt sydost.  Närmaste större samhälle är Tondi, 1,9 km nordost om Nambutalai.